# Neverwinter Nights
Pour les articles homonymes, voir Neverwinter Nights (homonymie).
 (février 2014).
Si vous disposez d'ouvrages ou d'articles de référence ou si vous connaissez des sites web de qualité traitant du thème abordé ici, merci de compléter l'article en donnant les références utiles à sa vérifiabilité et en les liant à la section « Notes et références ».
 (février 2024).
- Si vous ne connaissez pas le sujet, laissez ce bandeau (vous pouvez alors contacter les auteurs).
- Si vous supprimez le contenu mis en cause (vous pouvez préalablement contacter les auteurs),

argumentez précisément cette suppression dans la page de discussion
(un manque de référence n'est pas un argument ; une recherche réelle de référence doit avoir été effectuée, être formellement documentée).
Neverwinter Nights est un jeu vidéo de rôle créé par BioWare et édité par Atari Inc. en 2002. Il s’agit d’un jeu de rôle sur ordinateur se déroulant dans le monde imaginaire des Royaumes oubliés, et plus précisément dans la région de la ville de Neverwinter (Padhiver en français). Les règles sont inspirées du jeu de rôle Donjons et Dragons.
Une réédition sous le nom de Neverwinter Nights: Enhanced Edition existe sur Steam pour PC depuis le 27 mars 2018, sur Google Play pour Android le 4 décembre 2018 et une version remastérisée sur Nintendo Switch, Xbox One, PS4 depuis le 3 décembre 2019.

## Le jeu
Les créateurs de la série des Baldur's Gate innovent avec Neverwinter Nights en proposant un jeu de rôle en 3D axé sur le multijoueur et offrant la possibilité pour un meneur de jeu de diriger une aventure.
Neverwinter Nights est imaginé comme le prolongement de la version papier du jeu de rôle Donjons et Dragons et offre, comme Forgotten Realms: Unlimited Adventures sorti en 1993, la possibilité de créer ses propres modules dans l'univers des Royaumes oubliés à l'aide de l'Aurora Toolset, un ensemble d'outils d'édition de niveaux puissants accompagné d'un langage de scripts.
Le titre est un hommage à un classique de Strategic Simulations, Inc. édité par America Online : Neverwinter Nights, le premier MMORPG graphique de l'histoire du jeu vidéo, sorti en 1991 et reposant sur le moteur de jeu Gold Box développé pour Pool of Radiance.
Les parties à plusieurs se jouent sur des modules, sortes de petits univers représentant une ville, une région, mais pas un monde complet comme sur les univers persistants classiques. Il n'était pas au début dans l'idée de Bioware de proposer des serveurs avec des modules persistants. Pourtant, dès la sortie du jeu, de tels univers ont vu le jour.
La version anglaise de Neverwinter Nights est disponible depuis juin 2002. Depuis, deux extensions sont sorties, sous le nom de Shadows of Undrentide et Hordes of the Underdark. Au-delà de l’intérêt des campagnes un joueur, ces extensions rajoutent des éléments utilisables par l'Aurora Toolset.
Une troisième extension, composée uniquement de contributions de la communauté des joueurs a été compilée et distribuée par Bioware. Cette troisième extension appelée CEP pour Community Expansion Pack est gratuite.
Fin 2004, BioWare lance sa boutique en ligne et entreprend la distribution de premium modules, des modules de luxe offrant un contenu plus riche que ceux distribués gratuitement par des fans : voix digitales enregistrées par des acteurs professionnels en studios, musique symphonique et artworks. 
- Kingmaker, lancé en novembre 2004, il reçoit un prix : le Academy of Interactive Arts & Sciences 'PC RPG of the Year'.
- ShadowGuard, lancé en même temps que Kingmaker, initialement créé par Ben McJunkin, un fan, et distribué gratuitement sous une forme moins aboutie.
- Witch's Wake offert avec ShadowGuard, également créé par un fan, Rob Bartel. Là encore, la version premium modules se voit complétée par l'ajout de voix digitales et de musique symphonique.
- Pirates of the Sword Coast, lancé en juin 2005.
- Neverwinter Nights: Kingmaker (Premium Modules collection), une compilation en CD éditée par Atari de plusieurs premium modules : Kingmaker, Shadowguard et Witch's Wake.
- Infinite Dungeons lancé en mai 2006. Ce module propose un générateur aléatoire de donjons dans l'esprit de Diablo II et Dungeon Hack.
- Wyvern Crown of Cormyr, lancé en septembre 2006.
- Darkness over Daggerford, lancé en juillet 2018 pour la Enhanced Edition.
- Tyrants of the Moonsea, lancé en aout 2019 pour la Enhanced Edition.

## L'histoire
La cité de Padhiver est atteinte par un mal étrange qui ronge son peuple : une épidémie terrible qui tue chaque jour des centaines de personnes. La Mort Hurlante comme on la surnomme désormais ne semble posséder aucun remède. La magie divine comme la magie profane restent sans effet, et tandis que la ville se meurt son dirigeant prend la décision de la mettre en quarantaine.
Le joueur incarne un des nombreux volontaires arrivés en renfort à Padhiver juste avant sa mise en quarantaine. Au cours de sa quête à la recherche d'un remède contre la Mort Hurlante, il aura l'occasion de parcourir de vastes contrées (principalement le Nord de Féérune), de résoudre d'astucieuses énigmes et de pourfendre une pléthore d'ennemis.

## Le système de jeu

### Les caractéristiques
Chaque personnage possède 6 caractéristiques différentes. Trois d'entre elles font référence aux aptitudes physiques du personnage, et les trois autres aux aptitudes mentales.
Au départ, elles ont une valeur comprise entre 8 et 18.
Le joueur dispose de 30 points de base à répartir dans les 6 caractéristiques. Les premiers points (entre un score de 8 et 14) ne coûtent qu'un seul point de base; augmenter une caractéristique à 15 ou 16 en coûte 2, et à 17 ou 18 en coûte 3. Il est donc impossible de démarrer la partie avec de très bons scores dans plus d'une ou deux caractéristiques.
Le choix de certaines races accorde en outre un bonus ou un malus aux caractéristiques, et de plus, avec l'expérience acquise par le personnage, de nouveaux points viendront s'ajouter à ceux définis au départ.
- La Force : cette caractéristique représente la puissance physique du personnage, et influe particulièrement sur le corps à corps. Elle est indispensable aux Guerriers, Barbares, Paladins, Rôdeurs et Moines.
- La Dextérité : cette caractéristique évalue l'agilité, les réflexes, le sens de l'équilibre de votre personnage et l'esquive du personnage. Elle influe aussi bien sur la capacité à se défendre que sur l'adresse au tir. Cette caractéristique est vitale pour les Voleurs et tout combattant qui souhaite se battre à l'arc, mais aussi pour tous les personnages en armure légère, comme les  Barbares, les Rôdeurs et les Moines. Grâce à un don particulier, elle peut se substituer à la Force en matière d'efficacité de combat au corps à corps.
- La Constitution : cette caractéristique représente la santé et l'endurance du personnage. Si elle profite à tous, elle est très importante pour tout combattant au corps à corps, amené à encaisser des coups.
- L’Intelligence : elle détermine la facilité d'apprentissage et de raisonnement du personnage. C'est la caractéristique essentielle des Magiciens, car elle détermine la diversité de leurs sorts, leur puissance ainsi que leur efficacité. Les autres personnages peuvent tirer parti de l'Intelligence en bénéficiant de bonus aux compétences. Un score trop bas (inférieur à 9) entraîne une difficulté d'élocution ou un vocabulaire limité qui pourra avoir un impact sur les dialogues en jeu.
- La Sagesse : elle détermine la volonté, le bon sens, la perception et l'intuition du personnage. Contrairement à l'Intelligence, elle ne représente pas la capacité à analyser les informations. La Sagesse est cruciale pour les classes de Prêtre et Druide, puisqu'elle détermine le nombre et la puissance de leurs sorts, ainsi que pour les Moines, puisqu'elle est à la base de leurs aptitudes martiales. Elle est également importante pour certains pouvoirs du Paladin et du Rôdeur.
- Le Charisme : cette caractéristique détermine la profondeur de la personnalité du personnage, ainsi que sa capacité de persuasion et son aptitude à commander. Il représente aussi la force intérieure du personnage. C'est une caractéristique indispensable pour les Ensorceleurs et les Bardes, puisqu'elle détermine la puissance de leurs sorts, mais aussi pour les Paladins, et dans une moindre mesure les Prêtres, dont la capacité à repousser les morts-vivants est liée à cette caractéristique.

### Le choix de la race
Neverwinter Nights offre un choix de 7 races différentes, parmi les plus connues de Féérune. Si chacune peut progresser dans la classe de son choix, certaines s'y épanouiront de façon plus profitable que d'autres.
- L'Humain : De toutes les races existantes, les Humains sont les plus sociaux et développés. Leur apparence physique couvre un large éventail, allant d'une peau noire à très claire, de cheveux blond platine à bruns, de toutes corpulences et de toutes tailles.

Ils n'ont aucune classe de prédilection, et disposent de par leur polyvalence d'un bonus aux dons et aux compétences.
- L'Elfe : Les Elfes sont une race quelque peu excentrique, connus pour leurs chants et leur poésie, ainsi que leur grande connaissance des arts magiques. Ils savent aussi faire preuve d'un redoutable sens du combat et de la stratégie. Les Elfes vivent au-delà de 700 ans. Tous ou presque ont le teint pâle, les cheveux sombres et les yeux de couleur claire, et sont la plupart du temps imberbes. La plupart des autres races les trouvent d'une grande beauté.

Les Elfes font d'excellents Magiciens. Leur grâce naturelle leur offre un bonus de 2 en Dextérité, mais en parallèle un malus de 2 en Constitution.
Ils bénéficient aussi d'une résistance naturelle au sommeil, aux enchantements, de la connaissance du maniement de certains arcs et épées, d'une plus grande capacité de détection ainsi que d'une vision nocturne.
- Le Demi-Elfe : disposant de parents Humain et Elfe, le Demi-Elfe cumule la curiosité des Humains et le raffinement et l'amour de la nature des Elfes. Ils sont cependant souvent considérés comme étrangers pour ces deux races. Leur espérance de vie avoisine les 180 ans.

Les Demi-Elfes n'ont pas de classe de prédilection et leur parenté elfique leur apporte une résistance au sommeil, aux enchantements, ainsi qu'une meilleure capacité de détection et d'une vision nocturne.
- Le Nain : Connus de par le monde pour leur prouesse martiale, leur force de travail et leur surprenante facilité à engloutir des litres de bière, les Nains sont un peuple à tendance xénophobe, doté d'un sens de l'humour plus que limité. S'ils se méfient spontanément des étrangers, ils savent aussi faire preuve d'une grande générosité pour qui a su gagner leur confiance. Hauts d'environ 1,20 m (et presque aussi larges), ils sont solidement charpentés. Leur couleur de peau va du teint bronzé au brun clair et leur cheveux sont noirs, gris, ou bruns. La plupart portent aussi une barbe, à laquelle ils accordent une grande importance. Ils ont une espérance de vie d'environ 350 ans.

Les Nains font d'excellents Guerriers. Leur endurance naturelle leur apporte un bonus de 2 en Constitution, mais leur réticence sociale leur fait aussi perdre 2 en Charisme.
Ils bénéficient aussi d'une résistance naturelle au poison et à la magie, d'une vision nocturne, et leur haine farouche et ancestrale envers les peuples orque et gobelin leur confère un bonus d'attaque envers ces deux races.
- Le Halfelin : Hauts d'à peine un mètre, les Halfelins sont un peuple rusé et plein de ressources. Dotés d'un sens de la curiosité exacerbé, ils font parfois preuve d'une audace flirtant avec la témérité. Ils sont attirés par l'or et les richesses en tous genres, qu'ils sont aussi hélas prompts à dépenser. D'un teint rougeaud, les cheveux noirs et raides, ils ont une espérance de vie avoisinant les 150 ans.

Les Halfelins font d'excellents Voleurs. Leur petite taille leur confère un bonus de 2 en Dextérité, mais aussi un malus de 2 en Force. Ils bénéficient ainsi d'une facilité au déplacement silencieux et discret, ainsi que d'une chance naturelle (et insolente) propre à leur peuple.
- Le Gnome : S'ils sont de brillants alchimistes, inventeurs ou techniciens, les Gnomes préfèrent pour la plupart une existence paisible et confortable auprès de leurs congénères. Amateurs de pierre précieuses, de plaisanteries et de navets, rien n'égale leur obsession pour la construction de machines toutes plus folles les unes que les autres. Hauts d'un petit mètre, ils ont une peau allant d'un teint bronzé à un brun pâle. Leurs cheveux sont châtains et leurs yeux bleu pâle. Leur espérance de vie oscille entre 300 et 500 ans.

Les Gnomes font d'excellents Magiciens. Leur nature robuste ainsi qu'une lointaine parenté avec les Nains leur confère d'un bonus de 2 en Constitution, mais leur petite taille et leur inexpérience du combat leur impose un malus de 2 en Force. Ils bénéficient de talents naturels pour tout ce qui touche à la magie d'Illusion, et disposent comme les Nains de bonus à l'attaque face aux gobelins.
- Le Demi-Orque : Ce sont des êtres coléreux et brutaux, nés de l'union d'un Humain et d'un Orque. Préférant l'action et la bagarre à la réflexion ou aux vaines paroles, ils se complaisent dans des plaisirs simples, comme manger, boire - de l'alcool, ou encore fanfaronner en vantant leurs propres exploits et en exhibant leurs cicatrices. S'ils constituent un atout indéniable en combat, leur présence sera bien plus handicapante lors d'un gala organisé par les notables de la ville. De la même taille que les Humains, leur visage trahit cependant souvent leur parenté hybride. Leur espérance de vie ne dépasse que rarement les 75 ans.

Les Demi-Orques font d'excellent Barbares. Si leur grande force musculaire leur confère un bonus de 2 en Force, leur Intelligence et leur Charisme s'en trouvent diminués d'autant. Ils bénéficient aussi d'une vision nocturne.

### Le choix de la classe
Tous les personnages peuvent choisir l'une des 11 classes différentes. À chaque niveau, il est possible d'opter pour une autre voie, si les caractéristiques du personnage le permettent.
- Le Guerrier : Soldat, représentant de la loi, homme de main, aventurier... La classe de Guerrier sied à de nombreuses vocations. Ce sont les maîtres incontestés du combat, capables de manier la plupart des armes et formés au port des armures les plus lourdes. Leur entrainement intensif leur confère également un nombre de dons supplémentaires au fil des niveaux, et peuvent in fine détenir une connaissance du maniement des armes hors d'atteinte pour n'importe qui d'autre. Ils disposent d'un grand nombre de points de vie, mais de peu de compétences.

La caractéristique principale du Guerrier est la Force, mais un bon score de Dextérité ou de Constitution lui sera tout aussi profitable.
- Le Paladin : Combattants acharnés du Bien, les Paladins tire leur force de leurs talents de combattants ainsi que des pouvoirs que leur confère leur Dieu. Ce lien divin leur permet de soigner leurs blessures, de se protéger contre les maladies ou la peur, mais les Paladins savent aussi canaliser cette énergie afin de délivrer de terribles coups à leurs adversaires les plus maléfiques, en particulier les morts-vivants. Ils disposent d'un grand nombre de points de vie, mais de peu de compétences.

Les caractéristiques principales du Paladin sont la Force, mais aussi la Sagesse et le Charisme d'où il tirera ses pouvoirs.
- Le Barbare : Courageux, et parfois téméraires, les Barbares sont des aventuriers par excellence. Leur grande connaissance du combat fait d'eux des adversaires redoutables au corps-à-corps, mais ils diffèrent des Guerriers par leur moindre discipline et rigueur à l'entraînement. En contrepartie, les Barbares se laissent plus aisément envahir par une rage incroyable au combat, qu'ils parviennent plus ou moins à maîtriser, leur permettant ainsi d'asséner des coups terribles à leurs adversaires. Cependant, se mettant ainsi en grand danger et une fois leur colère passée en grande fatigue, ils ne peuvent se reposer intégralement sur cet atout qu'est le leur. Le Barbare dispose d'un très grand nombre de points de vie, et d'un nombre raisonnable de compétence.

Les caractéristiques principales du Barbare sont la Force, et la Dextérité, mais un bon score de Constitution lui sera aussi profitable.
- Le Rôdeur : Les rôdeurs sont des chasseurs et des pisteurs d'exception. Amis des animaux et de la nature, ils sont presque aussi doués que les Guerriers dans l'art du combat, même s'ils ne bénéficient pas du même entraînement intensif. Ils savent se fondre dans le milieu naturel et se mouvoir sans un bruit en pleine forêt. Plus d'un endosse officieusement un rôle de protecteur de la nature, et au fil du temps pourra même disposer d'animaux sauvages prêts à sacrifier leur vie pour défendre leur maître. Ils disposent d'un grand nombre de points de vie, et d'un nombre raisonnable de compétences.

Les caractéristiques principales du Rôdeur sont la Force et la Dextérité, mais un bon score de Sagesse lui permettra le moment venu d'appliquer efficacement quelque magie en rapport avec la nature.
- Le Moine : Ce sont des combattants formés pour se battre sans arme ni armure. S'ils ne savent pas manier la magie, les Moines savent cependant faire appel à une énergie intérieure, qu'ils nomment "ki", qui leur permet d'accomplir d'incroyables prouesses physiques et mentales, comme guérir spontanément de leurs blessures, dévier des flèches qui leur sont décochées, ou parer les coups d'une épée à l'aide de leurs simples paumes. Ces aptitudes extraordinaires s'accroissent à mesure qu'ils gagnent en expérience. Si porter une armure ou manier une arme ne leur est pas techniquement impossible, ils perdent néanmoins le difficile contrôle de leur "ki", rendant la plupart du temps obsolètes ces équipements superflus et indignes de leur Ordre. Les Moines disposent d'un nombre normal de points de vie, ainsi que de points de compétences.

La caractéristique principale du Moine est la Sagesse, sur laquelle sont basées toutes ses techniques, mais un bon score de Force et de Dextérité en fera un encore meilleur combattant.
- Le Prêtre : Ce sont les réceptacles mortels par lesquels les Dieux se manifestent. Instruments de leur foi, ils s'appliquent à faire le bien autour d'eux, comme ils peuvent répandre le Mal ou protéger l’Équilibre, selon la divinité à qui ils ont accordé leur dévotion. Tous les prêtres savent soigner les blessures, et les plus puissants d'entre eux savent même rappeler les morts à la vie. Ceux dont la divinité défend le Bien savent aussi repousser les morts-vivants. Rompus au maniement de quelques armes et armures, leur capacité principale est de pouvoir lancer des sortilèges, dont les domaines dépendent là encore de l'inclination de leur divinité. Ils disposent d'un nombre normal de points de vie, mais de peu de compétences.

La caractéristique principale du Prêtre est la Sagesse, mais un bon score de Charisme lui permettra de mieux repousser les morts-vivants.
- Le Druide : Les Druides sont à l'instar des Prêtres liés à un pouvoir divin, mais celui-ci est issu de la nature elle-même. Ils combattent farouchement tout ce qui est contraire aux lois naturelles, et plus particulièrement les morts-vivants et les créatures artificielles. A mesure qu'ils gagnent de l'expérience, ils apprennent à manier des sortilèges plus puissants, et peuvent même se transformer en animaux sauvages. Il n'est pas rare non plus que certains soient accompagnés, à l'instar des Rôdeurs, de quelques créatures des forêts venues leur prêter main-forte. Ils savent manier un nombre restreint d'armes, de par leur serment de Druide, mais peuvent endosser la plupart des armures. Ils disposent d'un nombre de points de vie et de compétences raisonnable.

La caractéristique principale du Druide est la Sagesse, qui détermine la puissance et le nombre de ses sortilèges.
- Le Voleur : Espion, éclaireur, filou, ce ne sont pas les profils de Voleurs qui manquent. Disposant d'aptitudes très diversifiées et d'une faculté d'adaptation hors du commun, ils sont particulièrement doués pour mettre la main là où d'autres ne souhaiteraient pas la voir ! Bien que ne pouvant rivaliser avec un combattant aguerri en combat singulier, les Voleurs savent frapper là où ça fait mal, et porter des attaques sournoises mettant hors de combat n'importe quel adversaire, ou presque. Leur expérience de la vie les a aussi dotés d'une sorte de sixième sens, les avertissant d'un danger imminent. Les plus expérimentés d'entre eux savent disparaître dans les ombres, et se mouvoir avec une telle discrétion qu'on pourrait oublier en quelques instants leur présence. Leur côté "touche à tout" leur permet aussi d'apprendre à déchiffrer les écrits magiques, ou à manier baguettes ou autres bâtons magiques... mais avec une précision pas toujours à la hauteur de leurs espérances. Les Voleurs disposent d'un faible nombre de points de vie, mais d'un nombre exceptionnellement important de points de compétences.

La caractéristique principale du Voleur est la Dextérité, mais un bon score d'Intelligence viendra parfaire ses multiples talents.
- Le Magicien : Ayant consacrés leur vie à l'étude des arcanes, les Magiciens sont des lanceurs de sorts profanes hors pair. Pour eux, la magie n'est pas un don, mais un art aussi exigeant qu'enrichissant qui ne peut s'acquérir qu'après un travail acharné de plusieurs années. Leur force résidant essentiellement dans leur maîtrise de la magie, ils ne peuvent endurer un combat au corps-à-corps sans y être préalablement préparés. Les plus expérimentés d'entre eux savent manier des énergies absolument formidables, et annihiler une horde complète d'adversaires d'un simple mouvement de la main. Certains se font accompagner de petites créatures magiques, destinées à les servir et à les soutenir en combat. Leur absence totale de formation guerrière en fait de piètres combattants, et s'ils savent manier les armes les plus élémentaires, porter une armure les handicape plus qu'autre chose dans la pratique de leur art. Ils disposent d'un nombre très faible de points de vie, et de peu de compétences.

La caractéristique principale du Magicien, et vitale, est l'Intelligence.
- L'Ensorceleur : S'ils manipulent eux aussi les énergies magiques, ils tirent par contre leur puissance de leur énergie intérieure, et de leurs talents innés. Se dispensant de livres, ou de mentors ou de théories, les Ensorceleurs puisent leur magie de leur volonté. Moins rigoureux que leurs homologues Magiciens, ils ne disposent pas d'une aussi grande variété de sorts, et ne peuvent pousser leurs études dans une école de magie donnée ; mais en contrepartie, ils peuvent faire appel à tout leur arsenal magique à tout moment, sans préparation préalable. Si leur formation moins rigoureuse leur a laissé le temps de savoir manipuler un panel un peu plus grand d'armes que les Magiciens, le port d'une armure les handicaperait eux aussi dans la pratique de leur magie. Ils disposent d'un très faible nombre de points de vie, et de peu de compétences.

La caractéristique principale de l'Ensorceleur, et vitale, est le Charisme.
- Le Barde : Négociateurs, messagers, espions, ou simples vagabonds itinérants, les Bardes adorent côtoyer les plus célèbres héros, afin de pouvoir en retranscrire la légende en chansons, leur garantissant leur renommée, ainsi que la leur. S'ils partagent certains talents avec les Voleurs, ils savent aussi manier leur chant afin d'en faire une véritable arme de guerre, que ce soit pour donner du courage à leurs compagnons, démoraliser leurs adversaires, contrer les effets maléfiques d'un puissant mage ennemi. En indécrottable touche à tout, le Barde sait manier quelques armes courantes, et endurer le port d'une armure, mais il sait aussi manipuler la magie, à l'instar de l'Ensorceleur, en tirant son pouvoir de sa propre force, ses sorts préférés étant basés sur l'illusion et les charmes. Il dispose d'un faible nombre de point de vie, et d'un nombre raisonnable de compétences.

La caractéristique principale du Barde est le Charisme, qui détermine l'efficacité de ses sorts et de ses chants, mais un bon score en Dextérité lui sera très utile, s'il souhaite par exemple utiliser un arc ou une arbalète.

## Mode multijoueurs
Si l’aventure est jouable seul, l’intérêt du jeu repose sur un mode multijoueur très riche. En effet, en plus d’offrir la possibilité de jouer l’aventure à plusieurs (en mode coopératif ou non), Neverwinter Nights permet à un ou plusieurs joueurs d’incarner le rôle de meneur de jeu. Ainsi à l’instar du jeu de rôle classique (sur papier), le meneur de jeu a dans Neverwinter Nights un contrôle quasi absolu sur le déroulement de l’aventure. Il peut modifier le scénario à tout moment pour l’adapter aux choix des joueurs, et peut par exemple faire varier le niveau de difficulté global du jeu, rendant les ennemis plus ou moins difficiles à battre.
Certains modules multijoueurs se déroulent dans de véritables mondes persistants.

## L'éditeur: l'Aurora Toolset
Le jeu dispose en outre d'un éditeur de module extrêmement bien fourni : l'Aurora Toolset. À l'aide de l'éditeur on peut créer des lieux (bâtiments, forêts, etc.), y incorporer des personnages (PNJ, créatures, monstres, ennemis). L'ensemble étant relié par le scénario que l'esprit machiavélique du "Maître du Donjon" aura imaginé.
Parmi les modules francophones, l'un des plus célèbres est Le Bâtard de Kosigan, série de modules solo (il y en a six à l'heure actuelle) mettant en scène non pas les Royaumes Oubliés mais une Europe du XIVe siècle avec de nombreux éléments empruntés à la fantasy.

## Accueil
- Jeux vidéo Magazine : 17/20[1]